# Румб

32-румбова картушка з градусним лімбом

32-румбова картушка (з англійськими позначеннями)

Румб (через англ. rhumb від лат. rhombus — «ромб») — горизонтальний кут, який відраховують від найближчого напрямку північного або південного меридіана до напрямку заданої лінії.
В морській термінології румб — кут, що дорівнює 1/32 повного кола (11,25°), а також один з пунктів картушки компаса і, таким чином, один з напрямків відносно вітру. На теперішній час румби не використовуються, замість них застосовується зручніша градусна система.

## Історія
Впровадження 16-румбової картушки приписують італійському мореплавцю Флавіо Джоя. 32-румбова картушка була впроваджена в XV столітті португальцями.

## Назви румбів
Напрямки N («норд»), О («ост»), S («зюйд») і W («вест») називаються головними румбами. Проміжні між головними румбами напрямки називають четвертними румбами — NO («норд-ост»), NW («норд-вест»), SO і SW. Чотири головних і чотири четвертних складають 8-румбову картушку.

### 16-румбова картушка
У 16-румбовій картушці використовуються головні, четвертні і розташовані між ними трилітерні румби. Назви останніх утворюються сполученням назв найближчого головного і найближчого четвертного румбів: NNO («норд-норд-ост»), ONO («ост-норд-ост»), OSO («ост-зюйд-ост»), SSO («зюйд-зюйд-ост») тощо.

### 32-румбова картушка
У 32-румбовій картушці використовуються головні, четвертні, трилітерні і непарні проміжні румби. Назви останніх утворюються сполученням назв найближчого головного або четвертного румба з доданням слова «тен» (від нід. ten — прийменник напрямку «до», або місця «при»; в англійській мові для цієї мети вживається прийменник by) і найменування головного румба, у бік якого відлічується непарний румб: NtO («норд-тен-ост»), NOtN («норд-ост-тен-норд»). Нумерація румбів проводиться за чвертями: від N і S до O і W. Кут між сусідніми румбами в цій картушці становить 11,25° (360°/32).
| Нумерація | Нумерація | Найменування       | Скорочення | Значення в градусах | Значення в градусах | Значення в градусах |
| Кругова   | Четвертна | Найменування       | Скорочення | Мінімальне          | Середнє             | Максимальне         |
| --------- | --------- | ------------------ | ---------- | ------------------- | ------------------- | ------------------- |
| 0         | 0         | Норд               | N          | 354+3/8°            | 0°0/0               | 5+5/8°              |
| 1         | 1         | Норд-тен-ост       | NtO        | 5+5/8°              | 11+1/4°             | 16+7/8°             |
| 2         | 2         | Норд-норд-ост      | NNO        | 16+7/8°             | 22+1/2°             | 28+1/8°             |
| 3         | 3         | Норд-ост-тен-норд  | NOtN       | 28+1/8°             | 33+3/4°             | 39+3/8°             |
| 4         | 4         | Норд-ост           | NO         | 39+3/8°             | 45°0/0              | 50+5/8°             |
| 5         | 5         | Норд-ост-тен-ост   | NOtO       | 50+5/8°             | 56+1/4°             | 61+7/8°             |
| 6         | 6         | Ост-норд-ост       | ONO        | 61+7/8°             | 67+1/2°             | 73+1/8°             |
| 7         | 7         | Ост-тен-норд       | OtN        | 73+1/8°             | 78+3/4°             | 84+3/8°             |
| 8         | 8         | Ост                | O          | 84+3/8°             | 90°0/0              | 95+5/8°             |
| 9         | 7         | Ост-тен-зюйд       | OtS        | 95+5/8°             | 101+1/4°            | 106+7/8°            |
| 10        | 6         | Ост-зюйд-ост       | OSO        | 106+7/8°            | 112+1/2°            | 118+1/8°            |
| 11        | 5         | Зюйд-ост-тен-ост   | SOtO       | 118+1/8°            | 123+3/4°            | 129+3/8°            |
| 12        | 4         | Зюйд-ост           | SO         | 129+3/8°            | 135°0/0             | 140+5/8°            |
| 13        | 3         | Зюйд-ост-тен-зюйд  | SOtS       | 140+5/8°            | 146+1/4°            | 151+7/8°            |
| 14        | 2         | Зюйд-зюйд-ост      | SSO        | 151+7/8°            | 157+1/2°            | 163+1/8°            |
| 15        | 1         | Зюйд-тен-ост       | StO        | 163+1/8°            | 168+3/4°            | 174+3/8°            |
| 16        | 0         | Зюйд               | S          | 174+3/8°            | 180°0/0             | 185+5/8°            |
| 17        | 1         | Зюйд-тен-вест      | StW        | 185+5/8°            | 191+1/4°            | 196+7/8°            |
| 18        | 2         | Зюйд-зюйд-вест     | SSW        | 196+7/8°            | 202+1/2°            | 208+1/8°            |
| 19        | 3         | Зюйд-вест-тен-зюйд | SWtS       | 208+1/8°            | 213+3/4°            | 219+3/8°            |
| 20        | 4         | Зюйд-вест          | SW         | 219+3/8°            | 225°0/0             | 230+5/8°            |
| 21        | 5         | Зюйд-вест-тен-вест | SWtW       | 230+5/8°            | 236+1/4°            | 241+7/8°            |
| 22        | 6         | Вест-зюйд-вест     | WSW        | 241+7/8°            | 247+1/2°            | 253+1/8°            |
| 23        | 7         | Вест-тен-зюйд      | WtS        | 253+1/8°            | 258+3/4°            | 264+3/8°            |
| 24        | 8         | Вест               | W          | 264+3/8°            | 270°0/0             | 275+5/8°            |
| 25        | 7         | Вест-тен-норд      | WtN        | 275+5/8°            | 281+1/4°            | 286+7/8°            |
| 26        | 6         | Вест-норд-вест     | WNW        | 286+7/8°            | 292+1/2°            | 298+1/8°            |
| 27        | 5         | Норд-вест-тен-вест | NWtW       | 298+1/8°            | 303+3/4°            | 309+3/8°            |
| 28        | 4         | Норд-вест          | NW         | 309+3/8°            | 315°0/0             | 320+5/8°            |
| 29        | 3         | Норд-вест-тен-норд | NWtN       | 320+5/8°            | 326+1/4°            | 331+7/8°            |
| 30        | 2         | Норд-норд-вест     | NNW        | 331+7/8°            | 337+1/2°            | 343+1/8°            |
| 31        | 1         | Норд-тен-вест      | NtW        | 343+1/8°            | 348+3/4°            | 354+3/8°            |
| 32        | 0         | Норд               | N          | 354+3/8°            | 360°0/0             | 5+5/8°              |